# 젓가락 행진곡
〈젓가락 행진곡 (Celebrated Chop Waltz)〉은 널리 알려진, 피아노를 위한 작은 왈츠이다. 
1877년에 유피미아 앨런이 아르튀르 드 륄리(Arthur de Lulli)라는 가명으로 썼다. 당시 악보 출판업자의 여동생이었던 앨런은 16살이었다.
러시아 5인조는 알렉산드르 보로딘의 딸 가니아(Gania)를 위해 젓가락 행진곡의 변주곡을 각각 썼다. 하지만 모데스트 무소르크스키는 그것이 의미없는 행동이라고 생각하여 쓰지 않았다.참고로 젓가락 행진곡은 2명이 필요하다. 1명은 반주, 또 1명은 연주를 한다.